# Petra Steimen-Rickenbacher

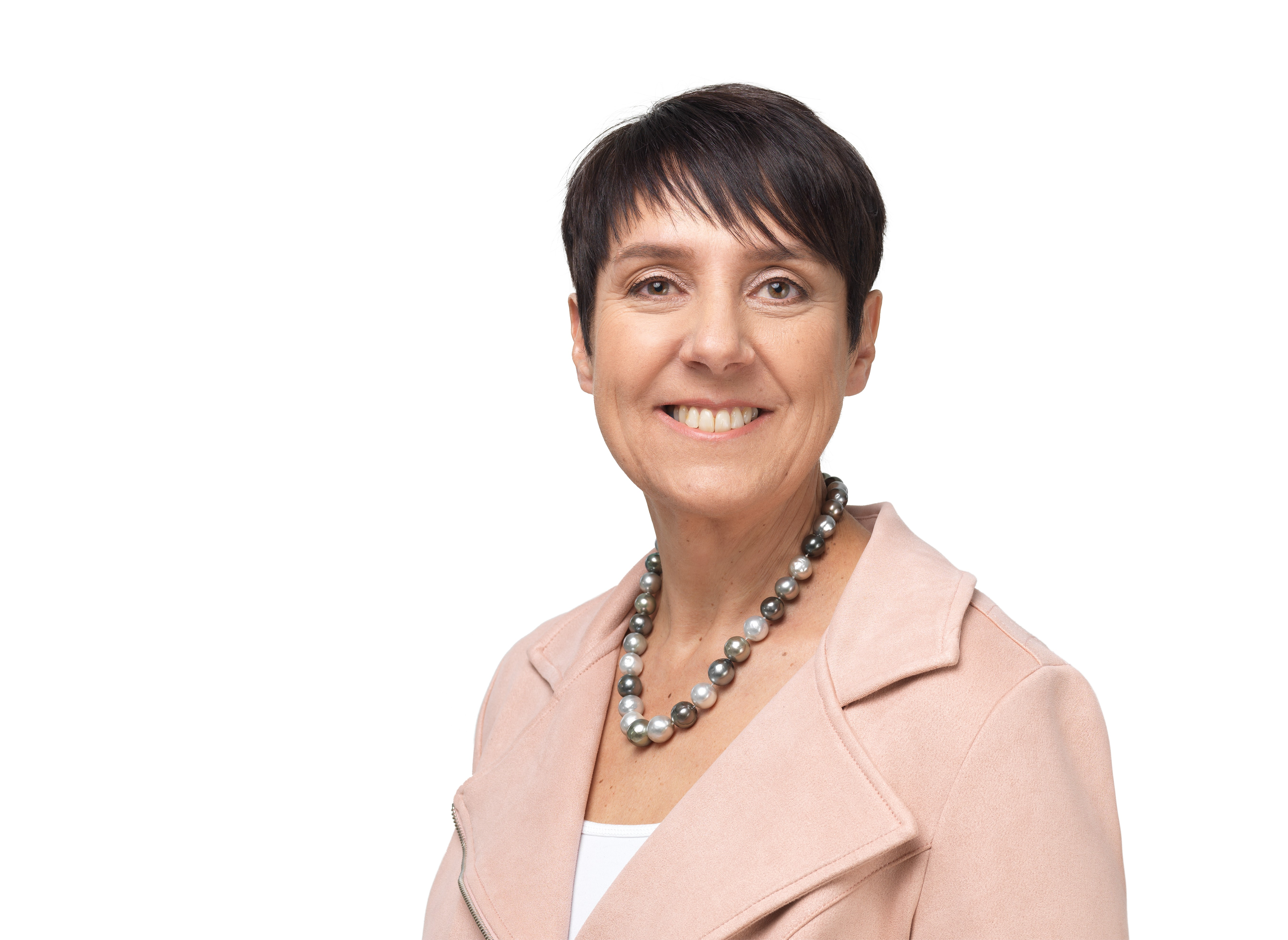
Petra Steimen-Rickenbacher (2020)

Petra Steimen-Rickenbacher (* 20. Mai 1966) ist eine Schweizer Politikerin (FDP).

## Biografie
Die Wollerauerin wurde am 11. März 2012 in den Regierungsrat des Kantons Schwyz gewählt. Mit ihr nahm nach 1996 wieder eine Frau Einsitz in der siebenköpfigen Schwyzer Kantonsregierung. Seit 2012 ist sie Vorsteherin des Departements des Innern. Von 2018 bis 2020 war sie Landesstatthalterin des Kantons Schwyz. Im Juni 2020 wurde Steimen-Rickenbacher für die Dauer von zwei Jahren zur Frau Landammann gewählt. Nach Margrit Weber-Röllin (CVP, Wilen) ist sie erst die zweite Frau in diesem Amt. Weber-Röllin war von 1992 bis 1994 erste Frau Landammann in der Geschichte des Kantons.